# Keele Hall
Keele Hall est un manoir du XIXe siècle à Keele, dans le Staffordshire, en Angleterre, qui se trouve maintenant sur le campus de l'Université de Keele et sert de centre de conférence universitaire. Il s'agit d'un bâtiment classé Grade II*.

## Histoire
Le manoir de Keele est acheté par la famille Sneyd en 1544, une famille de la noblesse du Staffordshire qui occupe plusieurs fois la mairie de l'arrondissement de Newcastle-under-Lyme ainsi que des terres à Audley et Bradwell à proximité. Vers 1580, Ralph Sneyd y construit une grande maison à pignons de Style Tudor. La famille est propriétaire de mines de charbon (à proximité de Silverdale, Staffordshire) et de fer ainsi que fabricants de briques et de tuiles. Pendant la guerre civile anglaise, Keele Hall joue brièvement un rôle déterminant en fournissant un asile au roi Charles II après la bataille de Worcester en 1651 . En tant que partisans royalistes, après la victoire finale des parlementaires, la famille Sneyd est condamnée à une lourde amende.
Ralph Sneyd hérite de la maison en 1829, à la suite du décès de son père. Au milieu du XIXe siècle, la maison est dans un état délabré. En 1851, la vieille maison est démolie et remplacée par la maison actuelle de style Jacobethan par l'architecte Anthony Salvin, peut-être pour imiter le domaine voisin de Crewe Hall.
Le parc est aménagé vers 1768-1770 par William Emes, qui ajoute ou agrandit des étangs existants et plante des arbres pour dissimuler ce qui reste des fermes en activité dans le parc . Sa principale caractéristique naturelle est la vallée boisée avec des étangs qui s'étendent au sud-est de Keele Hall à Springpool Wood à l'extrémité sud du parc, en bordure de l'autoroute M6. Le bassin de ce bois est à l'origine un moulin à marteaux desservant une forge.

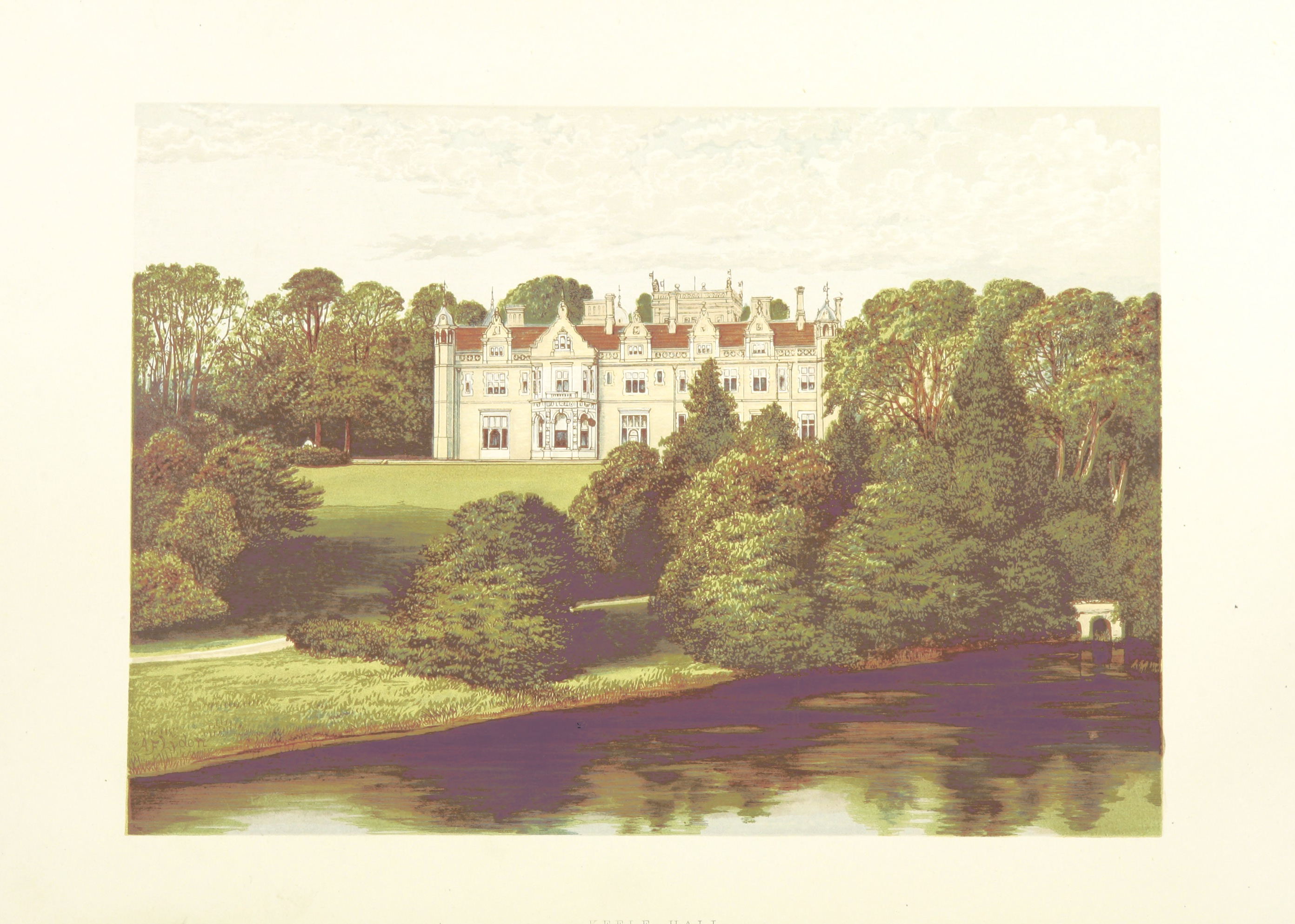
Façade sud de Keele Hall, 1879

La fortune de la famille Sneyd déclinant, la maison est louée au grand-duc Michel Mikhaïlovitch de Russie, fils du grand-duc Michel Nikolaïevitch de Russie et petit-fils du tsar Nicolas Ier de Russie, et de son épouse la comtesse Sophie von Merenberg, entre 1900 et 1909. Ils ont contracté un mariage morganatique les amenant à passer le reste de leur vie en exil en Angleterre, en France et en Allemagne. Le couple reçoit fréquemment au Keele Hall, et avec comme invités le père de Sophie, le prince Nicolas de Nassau, Francis de Teck, le prince Piotr Sviatopolk-Mirski et l'ambassadeur russe, le comte Alexandre von Benckendorff. En 1901, Édouard VII rend visite au duc de Sutherland, dont la résidence est à proximité du Trentham Hall.
Pendant les dix années que le Grand-Duc vit à Keele Hall, il adopte la vie d'un gentilhomme campagnard anglais. Le couple est populaire auprès de la population locale, visitant régulièrement l'école locale du village de Keele. Le conseil municipal de Newcastle-under-Lyme confère à Michael la distinction de Lord High Steward of the borough en 1902.
Le manoir est réquisitionné par l'armée pendant la Seconde Guerre mondiale et en 1948, grâce à une subvention, le domaine Keele est vendu par la famille Sneyd pour la création du University College of North Staffordshire, qui devient en 1962 l'Université Keele. Aujourd'hui, Keele Hall est utilisé pour accueillir des conférences, des événements et des mariages .

## Architecture
La maison est construite en pierre de taille de grès rouge et jaune avec des pierres d'angle rustiques. Conçu selon un plan à peu près en forme de L, le style est Jacobean Revival. Construit autour d'une cour, il se compose de trois étages avec des caves. D'un côté de la cour se trouve une aile de service de construction plus simple.
Les intérieurs des Salle d'apparat sont décorés dans un mélange de styles, dont le style Louis XVI et le Style néo-Renaissance. Certaines chambres sont influencées par les œuvres de l'architecte anglais William Kent. La salle à manger de Style néo-Tudor présente des tapisseries de la Manufacture d'Aubusson et des sculptures dans le style de Grinling Gibbons. La salle à manger est maintenant utilisée par l'Université Keele comme salle commune de l'université .